# La Esperanza, Isla
La Esperanza är en ort i Mexiko.   Den ligger i kommunen Isla och delstaten Veracruz, i den sydöstra delen av landet, 400 km öster om huvudstaden Mexico City. La Esperanza ligger 49 meter över havet och antalet invånare är 267.
Terrängen runt La Esperanza är platt. Runt La Esperanza är det ganska glesbefolkat, med 27 invånare per kvadratkilometer. Närmaste större samhälle är Juan Rodríguez Clara, 15,2 km öster om La Esperanza. Omgivningarna runt La Esperanza är en mosaik av jordbruksmark och naturlig växtlighet.